# بوکوویتسا (کرایوو)
بوکوویتسا (به صربی: Bukovica) یک روستا در صربستان است که در کرالیفو واقع شده‌است. بوکوویتسا ۵۹۹ نفر جمعیت دارد.